# 德赖萨姆体育场
德萊堡薩姆球場（德語：Dreisamstadion）2014 年接受贊助冠名為「黑森林球場」（Schwarzwald-Stadion），位於德國巴登-符腾堡州弗赖堡市德萊薩姆河南岸，是德乙球會弗赖堡体育俱乐部的主場。於 1954 年啟用時只是一塊簡單的足球場地，之後歷經數次增建翻修，現在德國國內比賽時四面看臺可容納 24,000 名觀眾（14,000 座位加 10,000 站席）。國際賽事時改為全座席，可容納 18,000 名觀眾。
1993年時任弗賴堡主教練福尔克·芬克（Volker Finke）與「罗尔夫·迪施太阳能建筑事务所」（Rolf Disch Solar Architecture）一同將球場開發為太阳能基地，在球場頂蓋舖設光伏模組，使弗赖堡体育俱乐部成為首支應用太陽能的德國足球會，進一步鞏固弗赖堡作為「太陽能城市」之名，並為各個球場示範可再生能源的實用性。

## 外部連結
- Sport-Club Freiburg
- Rolf Disch Solar Architecture（页面存档备份，存于）

47°59′20″N 7°53′35″E / 47.98889°N 7.89306°E
1. ↑  .   [2015-10-07]. （原始内容存档于2010-12-30）.
2. ↑  .   [2015-10-07]. （原始内容存档于2019-11-30）.